# Volební obvod Wil
Volební obvod Wil (německy Wahlkreis Wil) je jedním z 8 volebních obvodů v kantonu St. Gallen ve Švýcarsku, které vznikly podle nové ústavy kantonu St. Gallen z 10. června 2001. Tyto volební obvody již neplní žádné úkoly kantonální správy. Volební obvod Wil vznikl k 1. lednu 2003 a skládá se ze dvou bývalých okresů Wil a Untertoggenburg (kromě obcí Ganterschwil a Mogelsberg, které se staly součástí volebního obvodu Toggenburg).

## Seznam obcí
| Znak               | Název obce         | Počet obyvatel (31. 12. 2023) | Rozloha (km²) | Hustota zalidnění (obyv./km²) |
| ------------------ | ------------------ | ----------------------------- | ------------- | ----------------------------- |
| Degersheim         | Degersheim         | 4132                          | 14,48         | 285                           |
| Flawil             | Flawil             | 10 631                        | 11,47         | 927                           |
| Jonschwil          | Jonschwil          | 4023                          | 10,99         | 366                           |
| Niederbüren        | Niederbüren        | 1497                          | 15,84         | 95                            |
| Niederhelfenschwil | Niederhelfenschwil | 3256                          | 16,37         | 199                           |
| Oberbüren          | Oberbüren          | 4660                          | 17,73         | 263                           |
| Oberuzwil          | Oberuzwil          | 6674                          | 14,08         | 474                           |
| Uzwil              | Uzwil              | 14 279                        | 14,49         | 985                           |
| Wil                | Wil                | 24 980                        | 20,82         | 1200                          |
| Zuzwil             | Zuzwil             | 5026                          | 8,97          | 560                           |
| Celkem (10)        | Celkem (10)        | 79 158                        | 145,24        | 545                           |